# Austin 12/6
L' Austin douze-six légère est une voiture 14 cv (puissance fiscale) équipée d'un moteur de 1496 cm³ qui fut introduite par Austin en janvier 1931. Ce fut la première Austin à carrosserie entièrement faite en acier embouti chez Pressed Steel. Elle fut pour cela nommée par Austin Douze légère pour la distinguer de la Douze. Le grand public a alors surnommé la Douze Douze lourde mais Austin n'a jamais utilisé ce nom. La Douze-Six légère resta en production jusqu'en 1936.
En août 1936, l'Austin Goodwood 14 (de 16 chevaux fiscaux) avec sa carrosserie "à isolation sonore" prit la place des berlines 12/6. Les randonneuses restèrent disponibles. La Goodwood fut également disponible en châssis seul.

## Six cylindres
Il y avait parmi les constructeurs automobiles britanniques au début des années 1930 la vogue de moteurs six cylindres de petite capacité, et la Douze-Six légère fut la version Austin. Le moteur à soupapes latérales était nouveau et avait initialement une cylindrée de 1496 cm³. Le contrôle thermostatique du système de refroidissement a été ajouté en septembre 1932. Une augmentation de l'alésage à 65,5 mm portant la cylindrée à 1711 cm³ est disponible en option sans frais supplémentaires à partir d'août 1933.
Un boîte de vitesses à trois rapports fut initialement utilisée, mais une nouvelle boîte quatre-vitesses Twin-Top  fut proposée en option à partir de 1932 et devint la norme en 1933. Une nouvelle boîte de vitesses synchronisée a été annoncé en août 1933 avec la disponibilité du moteur de 1 711 cm3 pour accompagner un nouveau châssis et une nouvelle carrosserie.

## Freins, suspension et direction
Le châssis resta très conventionnel avec des ressorts à lames semi-elliptiques sur les quatre roues et des essieux rigides à l'avant comme à l'arrière. Le frein de transmission (de type "locomotive") fut abandonné en faveur des freins sur les roues. La direction se fait par vis sans fin et secteur denté. Au sommet du volant il y a un bouton électrique de klaxon et un levier de commandes pour les phares. Le système électrique pour l'éclairage et le démarrage est de 12 volts.
Le châssis a été utilisé à partir de septembre 1932 également sur la quatre cylindres Douze-Quatre légère ainsi que sur l'Austin Twelve d'origine.
En août 1933 une nouvelle conception de châssis fut introduite pour les 12/6 et les 12/4. Il y avait un châssis rabaissé à ossature en croix de soutien sous les nouvelles carrosseries. En même temps, un nouveau design pour les essieux avant et arrière est entré en production, équipés de nouveaux freins et d'une nouvelle commande de pédale de frein. L'essieu arrière modifié combina les paliers de charge et de poussée pour réduire le poids. Le boîtier de direction, précédemment à vis sans fin et secteur denté, fut remplacé en août 1935 par un boîtier à vis globique.

## Options
La version standard comprenait un filtre à air, un essuie-glace électrique en face du conducteur, un grand miroir réfléchissant avec une horloge et une jauge à essence, une jauge de pression et un porte-bagages rétractable,. à Partir de septembre 1932 les pare-chocs et les roues Magna ont été fournies sur le modèle de luxe, sans frais supplémentaires.

## Carrosseries
Il n'y avait que deux berlines Six-Légère (trois vitres de chaque côté) proposées: une Harley en métal embouti et une Clifton carrosserie en tissu. En 1932,la berline "tissu" (largement démodée) fut abandonnée mais une berline Harley "de luxe" avec pare-chocs et toit ouvrant et deux voitures ouvertes (randonneuses), l'une à deux places (Eton) et l'autre à quatre places (Open Road) furent ajoutées en septembre 1931.

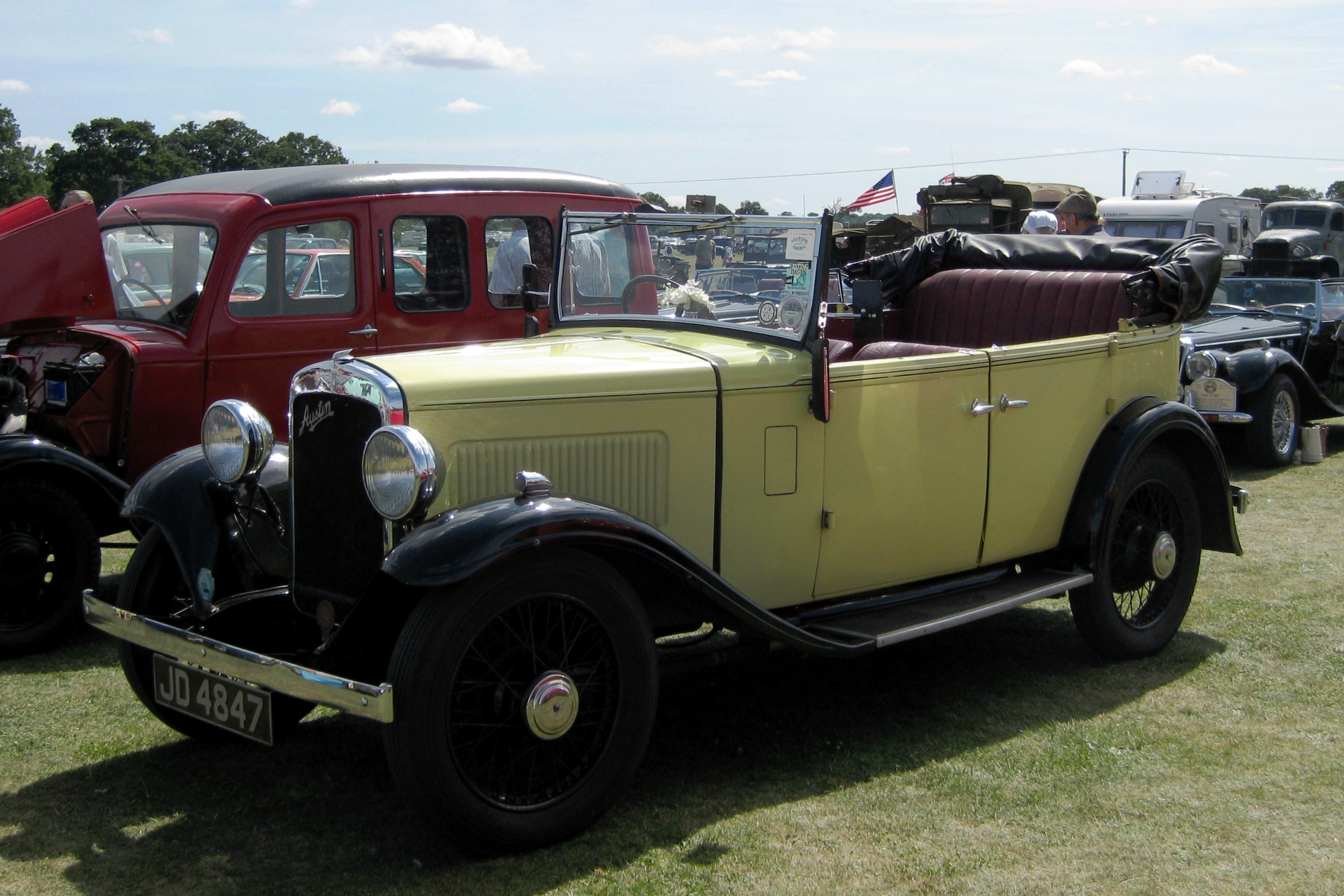
Light Twelve-Six Open Road "tourer" (randonneuse - toile) immatriculée en novembre 1934
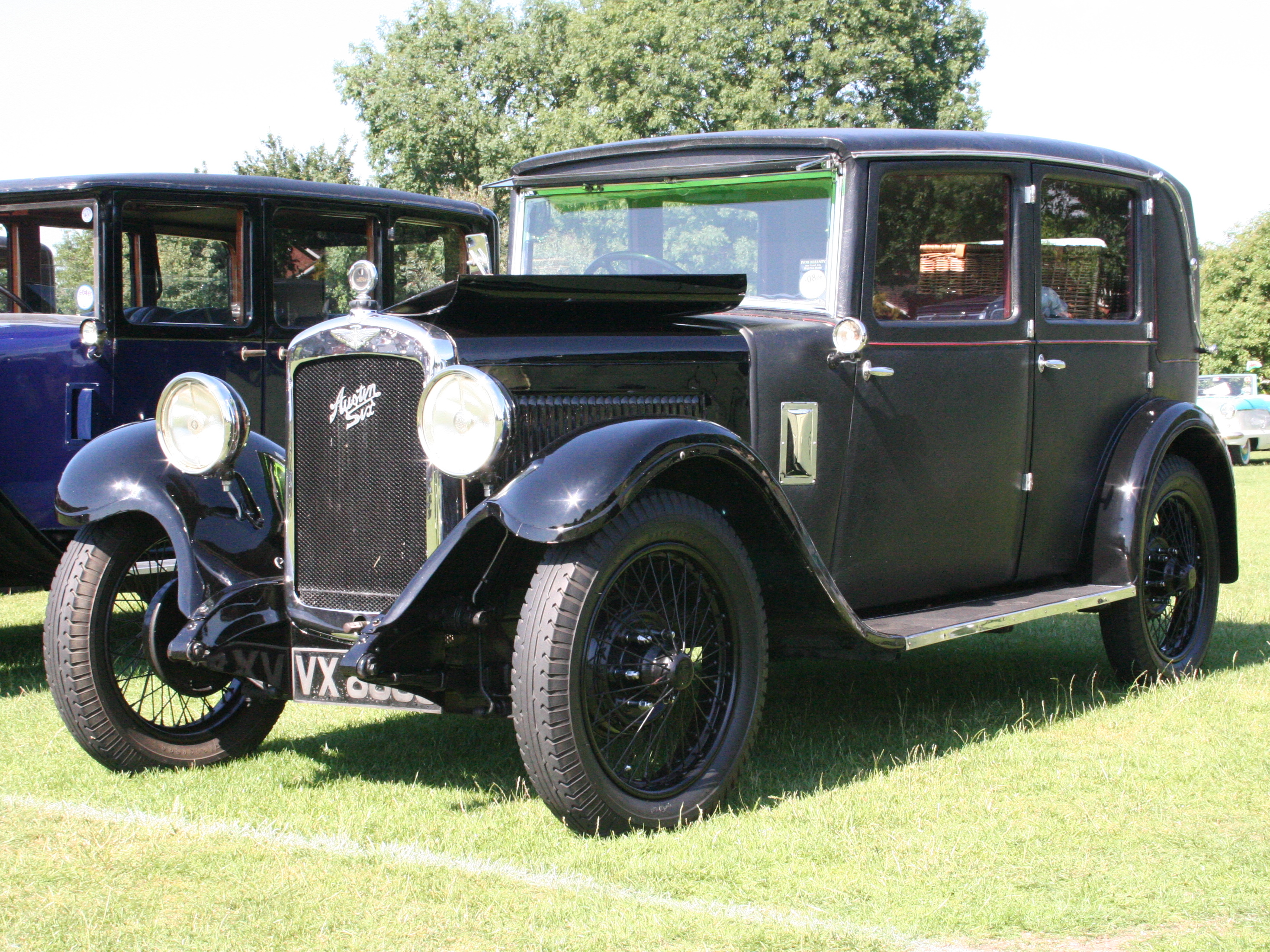
Twelve-Six Légère Clifton 4-fenêtres berline sport "toile" 1931-1932

## Test routier
L'essai de la Harley en métal fut favorable. L'inhabituelle facilité d'accès par les quatre portes fut mentionnée en note spéciale. Le choix de mécanique de commande de freins par câbles et tiges fut critiqué bien qu'ils fussent excellents. Le refroidissement et l'embrayage fonctionnaient bien. Les rapports de boîte inférieurs étaient raisonnablement calmes. La direction fut jugée trop sensible malgré un actionnement léger et la suspension n'aurait pas été désavouée sur un véhicule quatre fois plus cher. Avec le conducteur et un passager, la vitesse de pointe atteignait 77 km/h .
Une importante revue quinze mois plus tard suggéra que les vibrations moteur auraient pu être largement amorties par isolation caoutchouc. La nouvelle boîte de vitesses Twin-Top offre des rapports indirects, grande amélioration par rapport à l'offre précédente d'Austin. Un remplacement du mécanisme de la came de direction était recommandé pour améliorer la stabilité. La vitesse la plus élevée encore confortable était de 97 km/h.

## Développement de la gamme
Les pare-chocs et les roues Magna ont été standardisés sur tous les  modèles Austin "de luxe" en septembre 1932, accompagné de réductions de prix. En août 1933 une nouvelle berline Ascot fut annoncé avec des améliorations au châssis et les mêmes changements que sur la gamme des 12/4. La nouvelle Ascot avait un nouveau compartiment de roue de secours et son panneau articulé devient une plate-forme de bagages une fois abaissé,.
Le cadre de radiateur en plaqué chrome a été remplacé en août 1934 par un cadre peint dans la couleur de la carrosserie et la carrosserie fut munie d'ailes modernes avec cantonnières pour une meilleure protection. La Harley a été abandonnée pour 1935.

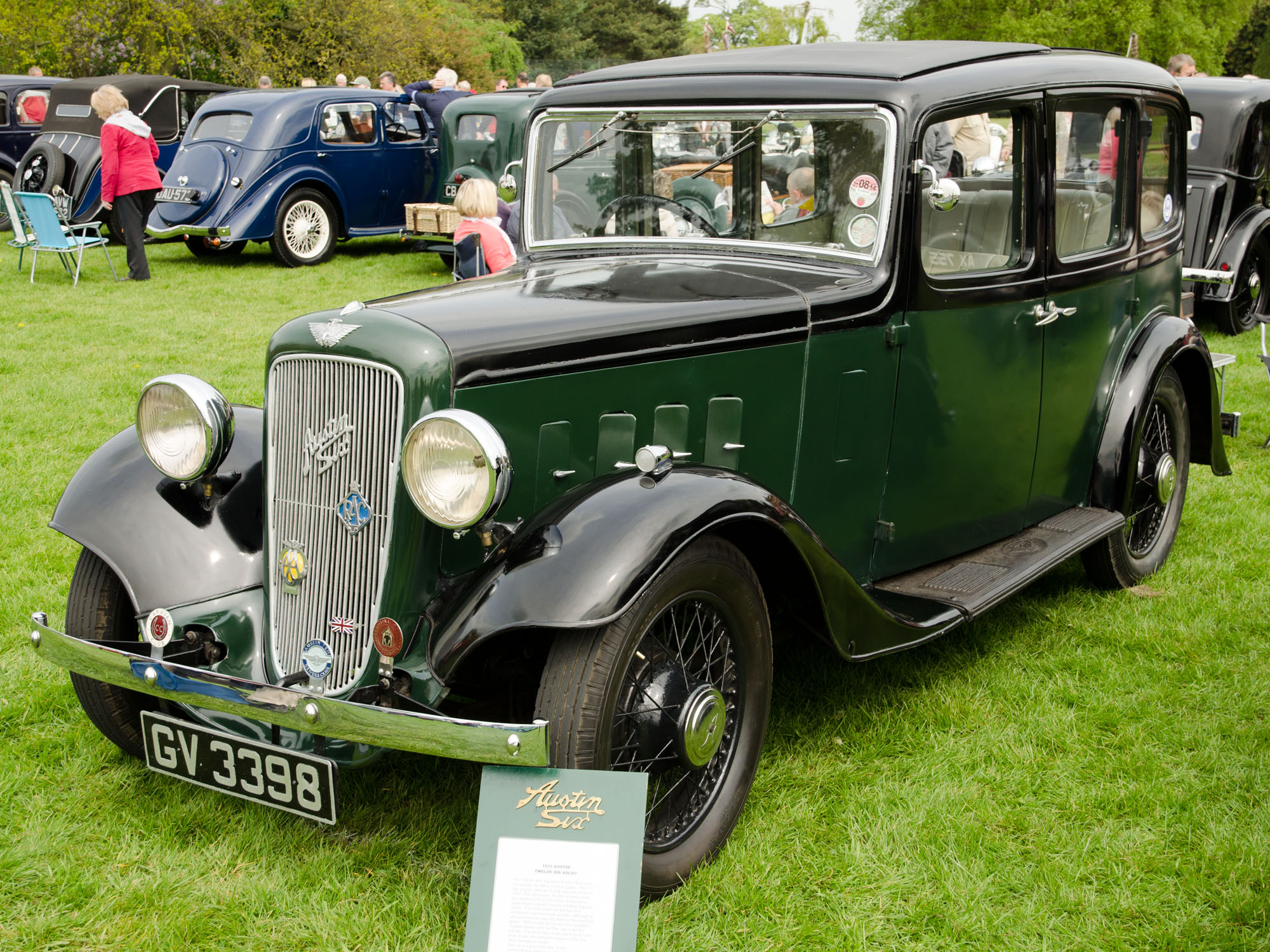
Berline "Light Twelve Six Ascot" enregistrée en avril 1935 et munie de roues à rayon Magna.
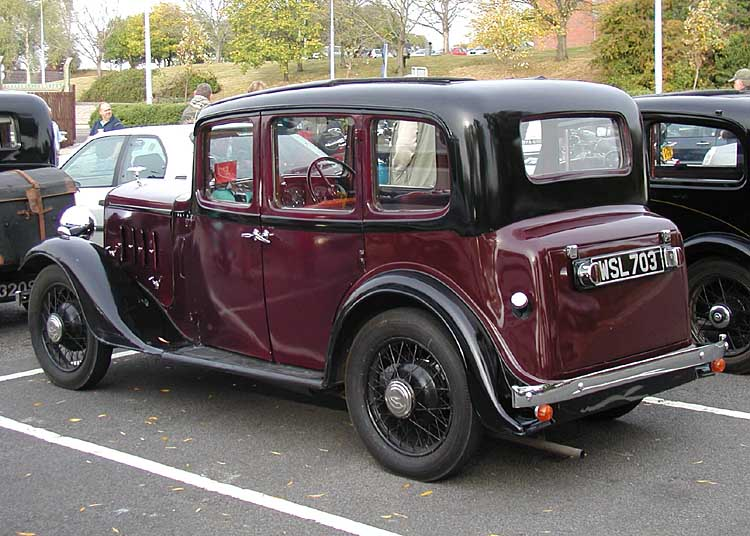
Berline "Light Twelve-Six Ascot" et compartiment à roue de secours de 1935, et roues Magna.

Des variantes de sport ont été ajoutées en août 1933, avec un châssis abaissé et plus de compression moteur : Une "randonneuse" 4 places "sports tourer" et une berline nommée "Greyhound". En 1936, une autre carrosserie nommée "Kempton" devint disponible sur le même châssis. Ces voitures portent un signe distinctif de grille de radiateur. Les modèles sport partagent les nouveaux sémaphores  illuminés indicateurs de direction et des vitesses synchronisées.
Catalogue en vigueur après le mois d'août 1933 (voitures fournies avec moteurs de 13,9 cv ou 15,9 cv au même prix):
- Berlines : standard £205, Harley £225 ou Ascot £235, les deux dernières à toit ouvrant.
- Randonneuse ouverte Eton 2-places £200 et Open Road 4-places £200
- Randonneuse "sport" £275 et berline de sport"Greyhound" £305[4],[12]

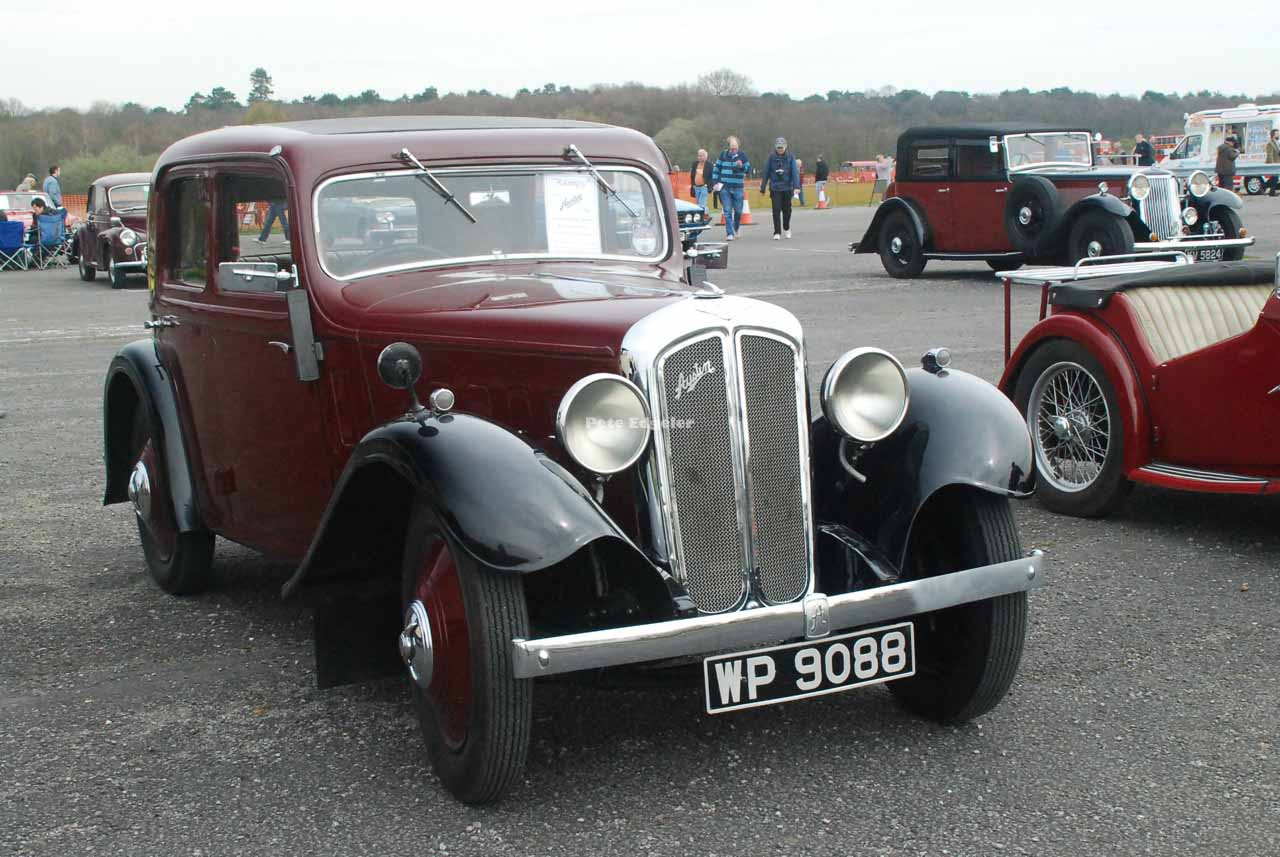
La berline sportive "Light Twelve-Six" de 1935 "Kempton"
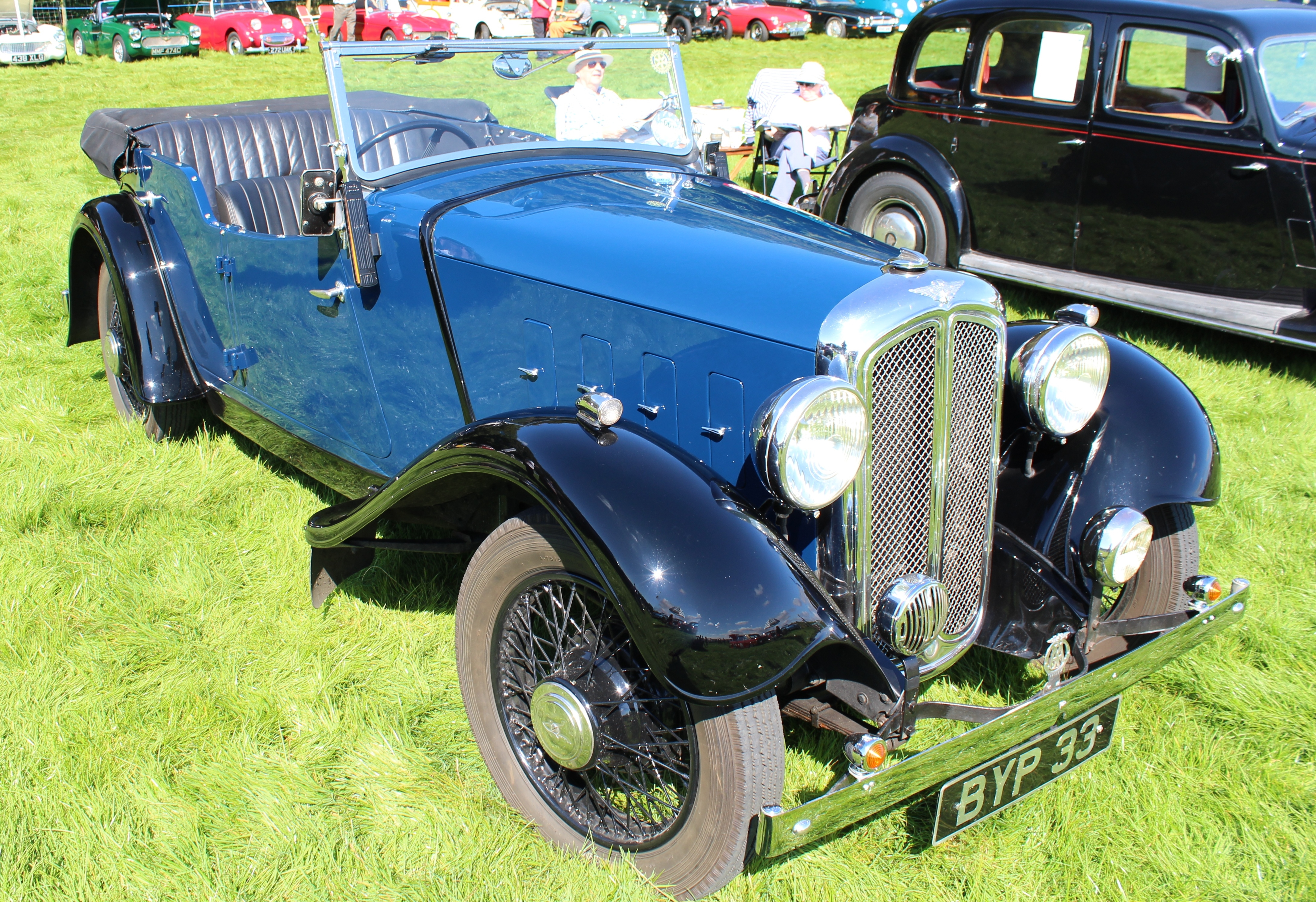
La sportive "Light Twelve-Six" de 1935 "Newbury", randonneuse 4 places.
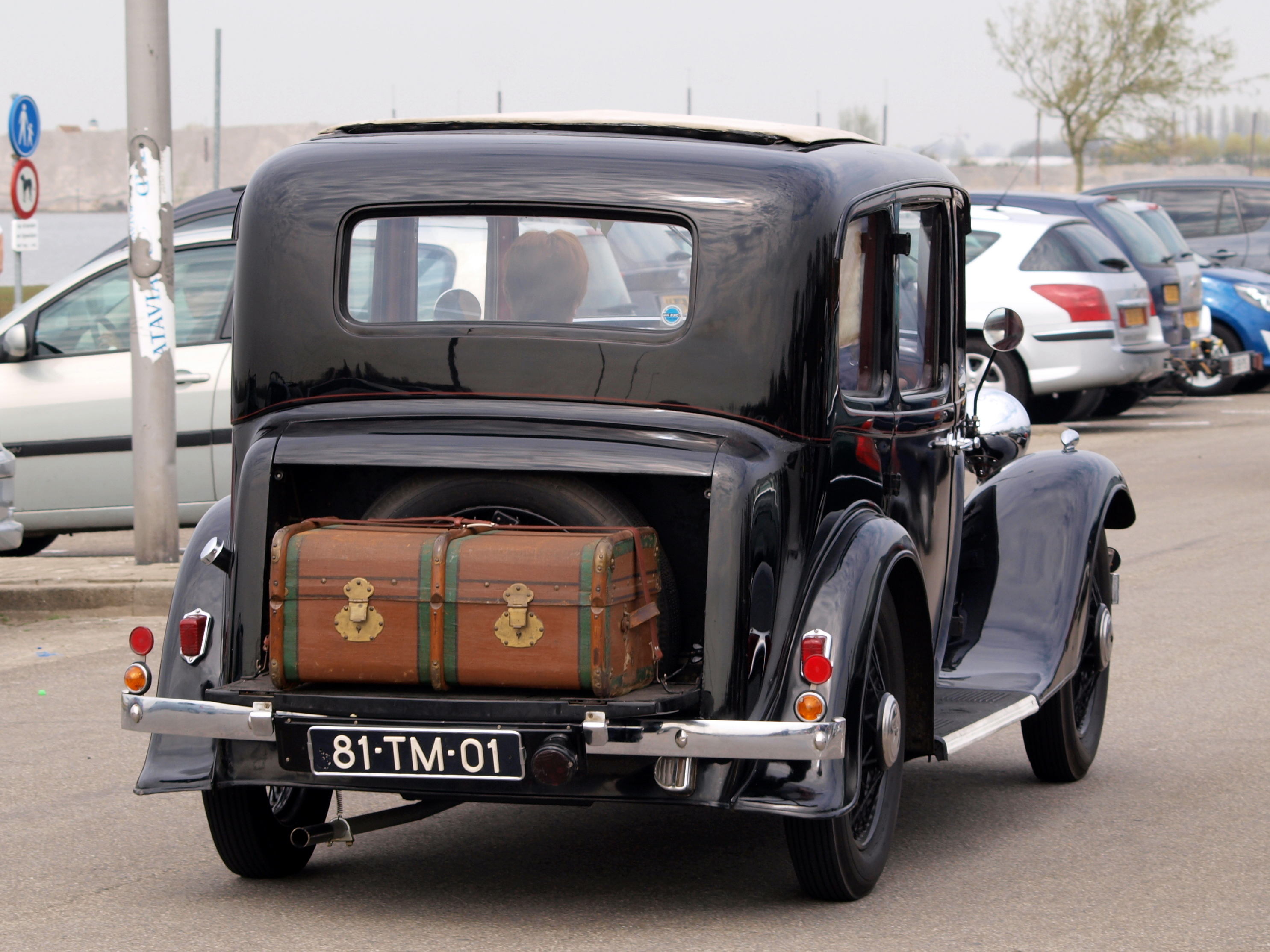
Ascot avec compartiment roue de secours (12/4)

En 1935, la gamme proposait aussi la "Kempton", de 1711 cm³ également disponible avec un moteur de 1496 cm³, les deux moteurs ayant une forte compression et un arbre à cames en tête produisent 41 ch ou 37 ch à 3 800 tr/min.
| 1936     | Berline Ascot  | Kempton berline sportive | Randonneuse "Open Road" | Eton deux places  |
| -------- | -------------- | ------------------------ | ----------------------- | ----------------- |
| longueur | 158 (4013 mm)  | 156 (3962 mm)            | 158 (4013 mm)           | 158 (4013 mm)     |
| largeur  | 61.5 (1562 mm) | 62.0 (1575 mm)           | 61.5 (1562 mm)          | 61.5 (1562 mm)    |
| hauteur  | 66.0 (1676 mm) | 62.0 (1575 mm)           | 67,5 en (1715 mm)       | 67,5 en (1715 mm) |

L'Austin Goodwood 14 a pris la place des berlines 12/6. Les randonneuses restèrent brièvement disponibles, et n'ont pas été remplacées.